# Dunachton
Dunachton (Dùn Neachdain en gaélique écossais) est un lieu-dit des Highlands, en Écosse. Il est situé à quelques kilomètres au nord-ouest de la ville de Kingussie, au nord de la route A9 (en) et sur les berges du loch Insh. Il appartient à la région traditionnelle du Badenoch, incluse dans le council area de Highland.
Il s'agit d'un site possible de la bataille de Nechtansmere, traditionnellement localisée à Dunnichen.

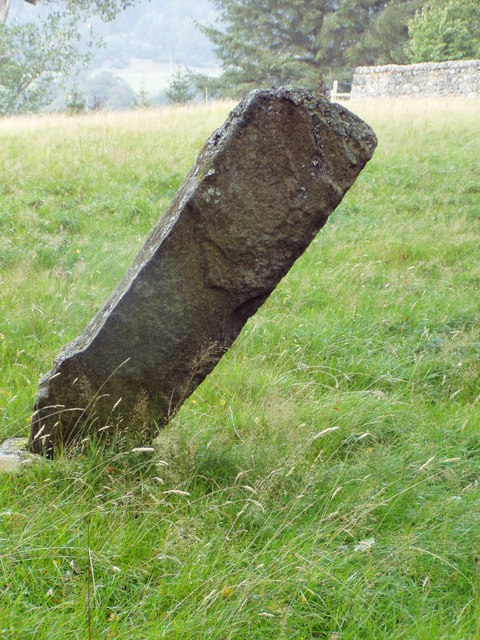
La pierre gravée picte de Dunachton.
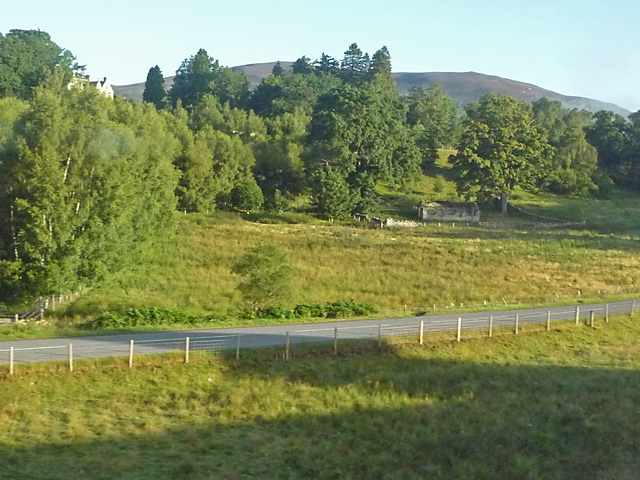
La chapelle de saint Drostan.